# Dolinčiče, Rožek
Dolinčiče (nemško Dolintschach) je naselje v Občini Rožek v Okraju Beljak-dežela na Koroškem v Avstriji.